# Појана (Криштиору де Жос)
Појана (рум. Poiana) насеље је у Румунији у округу Бихор у општини Криштиору де Жос. Oпштина се налази на надморској висини од 474 m.

## Становништво
Према подацима из 2002. године у насељу је живело 555 становника, од којих су сви румунске националности.